# Basket Zone
Basket Zone è un programma televisivo italiano di genere sportivo, in onda su DMAX dal 30 settembre 2023.

## Il programma
Il programma, condotto da Andrea Meneghin e Giulia Cicchinè, tratta di storie e approfondimenti sulle partite settimanali della Serie A di pallacanestro.

## Edizioni
| Stagione | Date                         | Conduttori                        |
| -------- | ---------------------------- | --------------------------------- |
| 1ª       | 30 settembre 2023 – in corso | Giulia Cicchinè e Andrea Meneghin |